# برداشن، مارتونی
برداشن (ارمنی: Բերդաշեն) یک منطقهٔ مسکونی در جمهوری آرتساخ است که در استان مارتونی واقع شده‌است. برداشن ۱٬۵۰۰ نفر جمعیت دارد.